# سروجهان
سروجهان، (نام قدیمی آن سرجهان) روستایی از توابع بخش مرکزی شهرستان ابهر در استان زنجان ایران است

## موقعیت مکانی
سروجهان دهی است د رمحدوده استان زنجان، درفاصله ۲۲ کیلومتری غرب شهر ابهر و درسمت جنوبی بزرگراه قزوین _ زنجان با فاصله ۱۳ کیلومتر، عرض جغرافیایی آن ۱۵ دقیقه و ۳۶ درجه و طول جغرافیایی آن ۵۸ دقیقه و ۴۸ درجه می‌باشد.

## جمعیت
این روستا در دهستان صائین‌قلعه و بخش مرکزی شهرستان ابهر استان زنجان قرار دارد و براساس سرشماری مرکز آمار ایران در سال ۱۳۹۰، جمعیت آن ۳۵۵ نفر (۷۷ خانوار شامل ۱۸۶ مرد و ۱۶۹ زن) بوده است، ولی به دلیل عدم امکانات ارائه شده در این چند سال با مهاجرت‌های صورت گرفته است، جمعیت کاهش یافته است.

## معنای سروجهان
سرجهان . [ س َ ج َ ] (اِخ) قلعه‌ای بود بر کوهی که محاذی طارمین است بر پنج فرسنگ سلطانیه بجانب شرقی است و کمابیش پنجاه پاره دیه از توابع آن بود و تمامت در فترت مغول خراب شده بود. (نزهةالقلوب چ لیدن ص ۶۴). نام قلعه‌ای بود بر قلهٔ کوهی از کوه‌های دیلم مشرف بر اراضی صحرای قزوین و ابهر و زنگان در کمال متانت  و حصانت  و رفعت مشتمل بر دو طبقه چنان‌که اگر طبقهٔ سفلی مسخر شود طبقهٔ علیا که قلهٔ آن قلعه است خود به منزلهٔ حصن حصین خواهد بود که استخلاص آن مشکل دست دهد، از آن به این اسم موسوم شده است. (آنندراج).

## آثار تاریخی
قلعه تپه سروجهان : بقایای قلعه تپه سروجهان مربوط به دوره سلجوقیان - دوره ایلخانی است و در شهرستان ابهر، بخش مرکزی، دهستان صایین قلعه، ۴۲۰ متری شمال روستای سروجهان واقع شده و این اثر در تاریخ ۱۲ دی ۱۳۸۶ با شمارهٔ ثبت ۲۰۴۶۲ به‌عنوان یکی از آثار ملی ایران به ثبت رسیده است.

## جاذبه‌های گردشگری
کوه قباد: اسم این کوه و روستای سروجهان در تاریخ خوارزمشاهی آمده است، نشان از قدمت وتاریخی بودن این منطقه است.
سروجهان در پائین کوه قباد با ارتفاع ۲۵۸۴ قرار گرفته است در فصل بهار طبیعت سرسبز و چشم‌انداز زیبا و در تابستان‌ها هوای خنک و دل‌انگیزی دارد و به زمستانهای طولانی همراه با کولاک وسرمای سوزناک آن نیز باید اشاره نمود.